# Рыбак, Алан
А́лан Ры́бак (пол. Alan Rybak; 1 декабря 2006, Варшава) — польский футболист, нападающий клуба «Ягеллония».

## Клубная карьера
Юношеская карьера Алана Рыбака прошла в клубе «Погонь» (Седльце). В 2021 году футболист присоединился к клубу «Ягеллония».
С 2023 года Рыбак начал играть за резервный состав «Ягеллонии». В том же сезоне он дебютировал в первой команде клуба. 27 августа 2023 года Рыбак вышел на замену в конце матча чемпионата Польши против «Гурника». В течение сезона футболист сыграл четыре матча в первой команде и получил золотую медаль чемпиона Польши.

## Карьера в сборной
С 2023 года Алан Рыбак выступает за юношеские сборные Польши.

## Достижения
«Ягеллония»
- Чемпион Польши: 2023/24